# Estrutura quaternária da proteína

Estutura Quaternária

A estrutura quaternária da proteína é o quarto e mais alto nível de classificação da estrutura da proteína. A estrutura quaternária refere-se à estrutura das proteínas que são compostas por duas ou mais cadeias de proteínas menores (também referidas como subunidades). A estrutura quaternária da proteína descreve o número e o arranjo de várias subunidades de proteínas dobradas em um complexo de várias subunidades. Inclui organizações de dímeros simples a grandes homooligômeros e complexos com números definidos ou variáveis de subunidades. Em contraste com os três primeiros níveis da estrutura proteica, nem todas as proteínas terão uma estrutura quaternária, pois algumas proteínas funcionam como unidades únicas. A estrutura quaternária também pode se referir a complexos biomoleculares de proteínas com ácidos nucléicos e outros cofatores.

## Descrição e exemplos
Muitas proteínas são, na verdade, conjuntos de múltiplas cadeias polipeptídicas. A estrutura quaternária refere-se ao número e disposição das subunidades da proteína umas em relação às outras. Exemplos de proteínas com estrutura quaternária incluem a hemoglobina, a DNA polimerase, os ribossomos, anticorpos e canais iônicos.
Enzimas compostas de subunidades com diversas funções às vezes são chamadas de holoenzimas, nas quais algumas partes podem ser conhecidas como subunidades reguladoras e o núcleo funcional é conhecido como subunidade catalítica. Outros conjuntos referidos como complexos multiproteicos também possuem estrutura quaternária. Exemplos incluem nucleossomos e microtúbulos. Mudanças na estrutura quaternária podem ocorrer por meio de mudanças conformacionais dentro de subunidades individuais ou por meio de reorientação das subunidades umas em relação às outras. É por meio dessas mudanças, que fundamentam a cooperatividade e a alosteria em enzimas "multiméricas", que muitas proteínas sofrem regulação e desempenham sua função fisiológica.